# دهستان مولان
دهستان فرهنگ ادب مولان (به ترکی آذربایجانی: ماولان) یکی از دهستان‌های استان آذربایجان شرقی است که در بخش مرکزی شهرستان کلیبر واقع شده‌است.